# Jeff Niemann
Jeffrey Warren Niemann  dit Jeff Niemann, né le 28 février 1983 à Houston (Texas) aux États-Unis, est un joueur américain de baseball. Ce lanceur partant droitier  évolue en Ligue majeure de baseball avec les Rays de Tampa Bay depuis 2008.

## Carrière
Après des études secondaires à la Lamar High School de Houston (Texas), Jeff Niemann suit des études supérieures à l'Université Rice où il joue pour les Rice Owls de 2002 à 2004. Il enregistre sa meilleure saison en 2003 avec 17 victoires, aucune défaite et une moyenne de points mérités de 1,40.
Jeff Niemann est drafté le 7 juin 2004 par les Devil Rays de Tampa Bay au premier tour de sélection (4e choix).
Il joue son premier match en Ligue majeure le 13 avril 2008 et remporte deux victoires, contre deux défaites, dans une première année où il ne fait que cinq présences au monticule, dont trois comme releveur.
Niemann joue sa saison recrue en 2009, où il est intégré à la rotation de lanceurs partants des Rays et s'impose comme l'un des meilleurs joueurs de première année de la Ligue américaine. Il franchit le cap des 10 victoires en cours de saison et réussit ses deux premiers jeux blancs. Il prend le 4e rang du vote, remporté par Andrew Bailey des A's d'Oakland, déterminant la recrue de l'année de l'Américaine.
En 2010, il joue 30 matchs dont 29 comme lanceur partant. Il enregistre 12 victoires contre huit défaites mais sa moyenne de points mérités (4,39) est à la hausse. Il débute en éliminatoires par une présence de trois manches en relève sans accorder de point aux Rangers du Texas dans la Série de divisions 2010.
En 2011, la fiche victoires-défaites de Niemann est de 11-7 avec une moyenne de 4,06 points mérités par partie en 23 matchs débutés pour les Rays.

## Statistiques
| Saison | Équipe    | G  | GS | CG | SHO | V  | D  | SV | IP    | SO  | ERA  |
| ------ | --------- | -- | -- | -- | --- | -- | -- | -- | ----- | --- | ---- |
| 2008   | Tampa Bay | 5  | 2  | 0  | 0   | 2  | 2  | 0  | 16.0  | 14  | 5,06 |
| 2009   | Tampa Bay | 31 | 30 | 2  | 2   | 13 | 6  | 0  | 180.2 | 125 | 3,94 |
| 2010   | Tampa Bay | 30 | 29 | 1  | 1   | 12 | 8  | 0  | 174.1 | 131 | 4,39 |
| Totaux | Totaux    | 66 | 61 | 3  | 3   | 27 | 16 | 0  | 371.0 | 270 | 4,20 |

| Saison | Équipe    | G | GS | CG | SHO | V | D | SV | IP  | SO | ERA  |
| ------ | --------- | - | -- | -- | --- | - | - | -- | --- | -- | ---- |
| 2010   | Tampa Bay | 1 | 0  | 0  | 0   | 0 | 0 | 0  | 3.0 | 4  | 0,00 |
| Totaux | Totaux    | 1 | 0  | 0  | 0   | 0 | 0 | 0  | 3.0 | 4  | 0,00 |

Note : G = Matches joués ; GS = Matches comme lanceur partant ; CG = Matches complets ; SHO = Blanchissages ; 
V = Victoires ; D = Défaites ; SV = Sauvetages ; IP = Manches lancées ; SO = Retraits sur des prises ; ERA = Moyenne de points mérités.